# Star (佐藤朱美の曲)
『Star』（スター）は、佐藤朱美の5枚目のシングル。1997年6月6日にEMIミュージック・ジャパンからリリースされた。

## 解説
- OVA『ふしぎ遊戯 第二部』オープニングテーマ。
- 同アニメに起用されるのは「いとおしい人のために」、「夜が明ける前に」に続いて3曲目。

## 収録曲
1. Star
  - 作詞：青木久美子、作曲：清岡千穂、編曲：矢野立美
  - OVA『ふしぎ遊戯 第二部』
2. 黒い月
  - 作詞：佐藤朱美、作曲・編曲：川瀬智
3. Star (オリジナル・カラオケ)
4. 黒い月 (オリジナル・カラオケ)